# Hyacinthe Destivelle
 (octobre 2023).
Si vous disposez d'ouvrages ou d'articles de référence ou si vous connaissez des sites web de qualité traitant du thème abordé ici, merci de compléter l'article en donnant les références utiles à sa vérifiabilité et en les liant à la section « Notes et références ».
En pratique : Quelles sources sont attendues ? Comment ajouter mes sources ?
Hyacinthe Destivelle O.P. (né Laurent Jacques Hubert Destivelle en 1970) est un prêtre dominicain catholique français et théologien spécialisé dans l'œcuménisme. Depuis 2013, il est official du Dicastère pour la promotion de l'unité des chrétiens,.

## Biographie
Fils d'un ingénieur et d'une enseignante en peinture, très pieuse, il est le cinquième d'une famille de six enfants. L'une de ses sœurs est la grimpeuse Catherine Destivelle.
Enfant, il chante dans la célèbre chorale d'église Les petits chanteurs à la croix de bois.
Après être sorti diplômé de l'Institut d'études politiques de Paris, il sert dans l'armée pendant un an et est matelot sur le porte-avions Foch.
En 1994, il entre dans l'Ordre des dominicains et prononce ses vœux monastiques le 17 septembre 1995 en adoptant le nom Hyacinthe, en l'honneur du dominicain français Hyacinthe-Marie Cormier, béatifié en 1994.
Le 23 juin 2001, il est ordonné prêtre.
De 2001 à 2003, il étudie au cours de maîtrise à l'institut théologique orthodoxe Saint-Serge de Paris.
Puis de 2003 à 2005, il suit les cours à l'école supérieure de la faculté de philosophie de l'université de Saint-Pétersbourg dont il sort diplômé candidat ès sciences.
En outre de 2005 à 2010, il est directeur du centre scientifique et ecclésial parisien «Istina», spécialisé dans le domaine du dialogue orthodoxe-catholique, ainsi que rédacteur en chef de la revue «Vérité». Il enseigne l'ecclésiologie à la Faculté de théologie de l'Institut catholique de Paris et est membre du Comité théologique catholique orthodoxe de France, ainsi que membre de l'Académie internationale des sciences religieuses.
De plus, il enseigne au séminaire orthodoxe russe en France.
Le 11 décembre 2008, lors d'une réunion commune des enseignants de l'Institut d'études slaves de l'université de la Sorbonne, de l'Institut catholique de Paris et de l'Institut théologique Saint-Serge, il soutient sa thèse sur le thème: «Réforme des académies ecclésiales et enseignement de la théologie orthodoxe en Russie au début du XXe siècle». Grâce à celle-ci il est alors docteur en philosophie en études slaves de l'Université de la Sorbonne, docteur en théologie de l'Institut catholique de Paris et Docteur en sciences religieuses de l'Institut théologique orthodoxe Saint-Serge.
Par ailleurs, d'août 2010 à juillet 2013, il est doyen de la région Nord-Ouest de l'Archidiocèse de la Mère de Dieu de Moscou et recteur de l'Église Sainte-Catherine de Saint-Pétersbourg.
Depuis juillet 2013, il est official du Dicastère pour la promotion de l'unité des chrétiens.
Le 7 juillet 2023, il est nommé membre participant à titre d'expert au Synode des évêques pour une Église synodale qui se tient au Vatican du 4 au 29 octobre suivant,.

## Publications
- Hyacinthe Destivelle, Les Sciences théologiques en Russie. Réforme et renouveau des Académies ecclésiastiques au début du XXe siècle, Éditions du Cerf, 2010, 973 p. (ISBN 9782204090391) ;
- Hyacinthe Destivelle, Le Concile de Moscou (1917-1918). La création des institutions conciliaires de l'Église orthodoxe russe, Éditions du Cerf, coll. « Cogitatio Fidei », 12 janvier 2006 (ISBN 9782204076494) ;
- Hyacinthe Destivelle, L'Ecclésiologie eucharistique, Éditions du Cerf, 2009 (ISBN 9782204089203) ;
- Hyacinthe Destivelle, Composition et procédures de décision au concile local de Moscou de 1917-1918 : les principes et leur application, Éditions du Cerf, coll. « Nouveaux apprentissages pour l'Église », 2006 (ISBN 2204080756), p. 195-321;
- Hyacinthe Destivelle (préf. card. Kurt Koch), Conduis-la vers l'unité parfaite : œcuménisme et synodalité, Éditions du Cerf, 2018, 420 p. (ISBN 9782204127844);
- Hyacinthe Destivelle, Les chrétiens de l'Est après le Communisme, Éditions du Cerf, 2020, 312 p. (ISBN 9782204137355);